# Winterscheid (Gilserberg)
Winterscheid ist ein Ortsteil der Gemeinde Gilserberg im nordhessischen Schwalm-Eder-Kreis.

## Geographische Lage
Der Ort liegt drei Kilometer südwestlich des Kernortes Gilserberg am Oberlauf des Josbaches, der etwa ein Kilometer nördlich entspringt. Das Dorf, das sich westlich des Baches am Hang eines 395 m ü. NN hohen Berges erstreckt, hat knapp 150 Einwohner.
Die Bundesstraße 3 verläuft gut 500 m nordwestlich von Winterscheid, der Ort selbst ist durch eine Kreisstraße angebunden. Nächste Nachbarorte sind Lischeid und Heimbach im Westen, Itzenhain im Osten und Gilserberg im Norden. Durch Winterscheid führt der Fernwanderweg X9, der Wartburgpfad.
Seit 2017 können auf dem sogenannten Muschelkalkweg in und um Winterscheid eine Vielzahl an geologischen Besonderheiten (Kalkmagerrasen mit seltenen, wildwachsenden Orchideen und weiteren gefährdeten Pflanzenarten, das Kulturdenkmal „Trichterkalkofen“ und die ehemaligen Kalksteinbrüche) anhand von Tafeln und einem Faltblatt erkundet werden. Diese sind auf die Lage innerhalb des Momberger-Muschelkalk-Grabens zurückzuführen, eine schmale Zone, in der sich die Erdkruste schon vor Jahrmillionen abgesenkt hat. Er hat eine Länge von etwa 5 km, Startpunkt ist das Dorfgemeinschaftshaus Winterscheid.

## Geschichte
Die älteste bekannte urkundliche Erwähnung von Winterscheid findet sich als Weterscheut in einer Urkunde des Klosters Haina aus dem Jahr 1230. Ab dem 14. Jahrhundert gehörte das Dorf zum ziegenhainischen und später hessischen Amt Schönstein. Kirchlich ist Winterscheid, das keine eigene Kirche hat, mit dem Nachbarort Lischeid verbunden.
Zum 31. Dezember 1971 fusionierten im Zuge der Gebietsreform in Hessen die bis dahin selbstständigen Gemeinden Gilserberg, Heimbach, Lischeid, Sachsenhausen, Schönau und Winterscheid freiwillig zur Großgemeinde Gilserberg. Für alle nach Gilserberg eingegliederten ehemals eigenständigen Gemeinden wurden Ortsbezirke mit Ortsbeirat und Ortsvorsteher nach der Hessischen Gemeindeordnung gebildet.

## Bevölkerung
Einwohnerstruktur 2011
Nach den Erhebungen des Zensus 2011 lebten am Stichtag, dem 9. Mai 2011, in Winterscheid 135 Einwohner. Darunter waren 3 (2,2 %) Ausländer.
Nach dem Lebensalter waren 15 Einwohner unter 18 Jahren, 60 zwischen 18 und 49, 30 zwischen 50 und 64 und 30 Einwohner waren älter.
Die Einwohner lebten in 54 Haushalten. Davon waren 9 Singlehaushalte, 12 Paare ohne Kinder und 24 Paare mit Kindern, sowie 9 Alleinerziehende und keine Wohngemeinschaften. In 8 Haushalten lebten ausschließlich Senioren und in 33 Haushaltungen lebten keine Senioren.
Einwohnerentwicklung
Quelle: Historisches Ortslexikon
- 1557: 3 Hausgesesse
- 1585: 6 Hausgesesse
- 1681: 6 Hausgesesse
- 1776: 16 Wohnhäuser, 79 Einwohner

| Winterscheid: Einwohnerzahlen von 1776 bis 2016 | Winterscheid: Einwohnerzahlen von 1776 bis 2016 | Winterscheid: Einwohnerzahlen von 1776 bis 2016 | Winterscheid: Einwohnerzahlen von 1776 bis 2016 | Winterscheid: Einwohnerzahlen von 1776 bis 2016 |
| --- | ----------------------------------------------- | ----------------------------------------------- | ----------------------------------------------- | ----------------------------------------------- |
| Jahr |                                                 |                                                 |                                                 | Einwohner                                       |
| 1776 | 1776                                            |                                                 | 79                                              | 79                                              |
| 1800 | 1800                                            |                                                 | ?                                               | ?                                               |
| 1834 | 1834                                            |                                                 | 187                                             | 187                                             |
| 1840 | 1840                                            |                                                 | 209                                             | 209                                             |
| 1846 | 1846                                            |                                                 | 206                                             | 206                                             |
| 1852 | 1852                                            |                                                 | 208                                             | 208                                             |
| 1858 | 1858                                            |                                                 | 192                                             | 192                                             |
| 1864 | 1864                                            |                                                 | 220                                             | 220                                             |
| 1871 | 1871                                            |                                                 | 198                                             | 198                                             |
| 1875 | 1875                                            |                                                 | 200                                             | 200                                             |
| 1885 | 1885                                            |                                                 | 210                                             | 210                                             |
| 1895 | 1895                                            |                                                 | 215                                             | 215                                             |
| 1905 | 1905                                            |                                                 | 187                                             | 187                                             |
| 1910 | 1910                                            |                                                 | 195                                             | 195                                             |
| 1925 | 1925                                            |                                                 | 201                                             | 201                                             |
| 1939 | 1939                                            |                                                 | 175                                             | 175                                             |
| 1946 | 1946                                            |                                                 | 237                                             | 237                                             |
| 1950 | 1950                                            |                                                 | 229                                             | 229                                             |
| 1956 | 1956                                            |                                                 | 195                                             | 195                                             |
| 1961 | 1961                                            |                                                 | 195                                             | 195                                             |
| 1967 | 1967                                            |                                                 | 204                                             | 204                                             |
| 1980 | 1980                                            |                                                 | ?                                               | ?                                               |
| 1990 | 1990                                            |                                                 | ?                                               | ?                                               |
| 2000 | 2000                                            |                                                 | ?                                               | ?                                               |
| 2011 | 2011                                            |                                                 | 135                                             | 135                                             |
| 2016 | 2016                                            |                                                 | 133                                             | 133                                             |
| Datenquelle: Historisches Gemeindeverzeichnis für Hessen: Die Bevölkerung der Gemeinden 1834 bis 1967. Wiesbaden: Hessisches Statistisches Landesamt, 1968. Weitere Quellen: LAGIS; Gemeinde Gilserberg; Zensus 2011 |                                                 |                                                 |                                                 |                                                 |

Historische Religionszugehörigkeit
Quelle: Historisches Ortslexikon
- 1861: 208 evangelisch-reformierte, ein evangelisch-lutherischer Einwohner
- 1885: 210 evangelische (=100 %) Einwohner
- 1961: 175 evangelische (= 89,74 %), 20 katholische (= 10,16 %) Einwohner

Historische Erwerbstätigkeit
- 1776: zwei Kalk- und Ziegelbrenner, ein Schneider, ein Schmied, zwei Tagelöhner, ein Schäfer.
- 1838: Familien: 10 Ackerbau, 7 Gewerbe, 20 Tagelöhner.
- 1961: Erwerbspersonen: 73 Land- und Forstwirtschaft, 39 produzierendes Gewerbe, 7 Handel und Verkehr, 2 Dienstleistungen und Sonstiges

## Politik
Für Winterscheid besteht ein Ortsbezirk (Gebiete der ehemaligen Gemeinde Winterscheid) mit Ortsbeirat und Ortsvorsteher nach der Hessischen Gemeindeordnung.
Der Ortsbeirat besteht aus fünf Mitgliedern. Bei den Kommunalwahlen in Hessen 2021 betrug die Wahlbeteiligung zum Ortsbeirat 76,58 %. Alle Kandidaten gehörten der „Bürgerliste Winterscheid“ an. Der Ortsbeirat wählte André Dädelow zum Ortsvorsteher.

## Persönlichkeiten

### In Winterscheid geboren
- Ursula Haverbeck-Wetzel (1928–2024), deutsche nationalsozialistische Aktivistin